# 邊緣回望
《邊緣回望》，香港歌手葉德嫻第九張音樂專輯，於1987年11月11日推出。她錄完專輯就去了美國，缺席所有宣傳活動，回港後亦只專注於演出電影，翌年離開黑白唱片，回復自由身。

## 音樂
音樂元素被指有騷靈、節奏藍調、放克、迪士高和搖滾。
樂評人李謨如認為此專輯「音樂低調」卻「平易近人」。JET月刊的欄目作者Lisa則指專輯多首在當時香港樂壇顯得另類的歌曲，令讀中學時的她非常「震撼」。2017年，「香港音樂評論組織」的香港樂評網舉行特別單元「港媚60」，評選由1960年代至2000年後的六十張香港流行女聲專輯，《邊緣回望》廁身其中，葉德嫻的表現被指「與Anita Baker、Sade相比毫不怯場，完美程度幾乎以為把Motown唱片搬到香港。」。
陳永良譜寫了電影《鬼新娘》兩首歌曲《再生夢》和《天師捉妖》，並以後者較受注目。《天師捉妖》是電影中賽金花（葉德嫻飾演的茅山道士）作法時的插曲，以五聲音階寫成，主歌徘迴在低音區，氛圍陰森，副歌運用了中國傳統的數白欖曲藝，以十六分音符模擬法師的唸咒。其節奏和曲式亦被指像《倩女幽魂》的《道》。
專輯同名曲和《一千個討厭》是詞人周禮茂的入行及成名作，皆被視為角度新穎的嘗試。前者據2007年《周禮茂20年作品集》附帶的感言，是詞人自勵自勉之作，描述一個人自殺未遂，及後人生態度轉為正面的故事。歌手林二汶給予此曲很高的評價，認為是葉德嫻情感表達得最到位的代表作。李謨如則批評填詞思路跳躍，脈絡不夠清晰（特指最後一段突然出現的「你」）。後者則描寫一個女人自我糟蹋跟隨一個「賤男」生活的矛盾心理，網上音樂雜誌SPILL讚揚詞人對感情的觸覺敏銳，李謨如則認為此詞新鮮而生活化。

## 美術設計
以黑白為主調，封面以不同大小粗幼的「邊緣回望」四字砌成葉德嫻的肖像，表現黑暗的感覺。內頁的歌詞則以黑底白字和直排方式顯示。

## 軼事
林保怡本來只是黑白唱片的幕後人員，葉德嫻錄音前聽到他拿著歌詞紙哼唱《離合圓缺》，便即場叫他進錄音室合唱，這也是其處女作。

## 曲目列表
| CD       | CD             | CD       | CD                          | CD              | CD                                                  | CD    |
| 曲序     | 曲目           |          | 作曲                        | 编曲            | 备注                                                | 时长  |
| -------- | -------------- | -------- | --------------------------- | --------------- | --------------------------------------------------- | ----- |
| 1.       | 邊緣回望       | 周禮茂   | 鮑比達                      | 鮑比達          | 曾獲羅文翻唱，收錄於專輯《愛與夢》                  | 4:06  |
| 2.       | 一千個討厭     | 周禮茂   | Rod Temperton               | 鍾定一          | 改編自安妮塔·貝克的《Mystery》                      | 4:32  |
| 3.       | 因你           | 潘偉源   | K.Loggins、M. Manchester    | 羅迪            | 改編自肯尼·羅根斯的《Whenever I Call You "Friend"》 | 4:11  |
| 4.       | 離合圓缺       | 唐書琛   | 盧冠廷                      | 陳永良          | 與林保怡合唱                                        | 3:57  |
| 5.       | 心肝房客       | 林振強   | M.White、V.White、C.Stepney | Joey Villanueva | 改編自球風火的《September》                         | 3:39  |
| 6.       | 好東西         | 林振強   | Adu、Matthewman             | 陳永良          | 改編自莎黛的《Hang On To Your Love》                | 4:27  |
| 7.       | 當天...今天... | 因葵     | 雷有暉                      | 太極樂隊        |                                                     | 3:35  |
| 8.       | 面對奈何       | 潘源良   | D. Paich                    | 蘇德華          | 改編自Toto的《Endless》                             | 3:53  |
| 9.       | 再生夢         | 周禮茂   | 陳永良                      | 陳永良          | 電影《鬼新娘》香港版主題曲                          | 3:40  |
| 10.      | 天師捉妖       | 潘偉源   | 陳永良                      | 陳永良          | 電影《鬼新娘》插曲                                  | 4:05  |
| 总时长： | 总时长：       | 总时长： | 总时长：                    | 总时长：        | 总时长：                                            | 39:55 |